# Ivan Maksimenko
Pour les articles homonymes, voir Maksimenko.
Ivan Kirillovitch Maksimenko (né le 23 février 1907 et mort le 31 mai 1976) était un généticien, docteur en sciences biologiques, professeur, membre de l'Académie des sciences de la RSS turkmène (République socialiste soviétique (depuis 1959), et un héros du travail socialiste(1965).

## Biographie
Il est né le 23 février 1907 dans le village de Mykhailivka(aujourd'hui district de Kamyansky en l'oblast de Tcherkassy). Il a fait ses études primaires en Ukraine, puis a étudié à Tachkent et a travaillé au Turkménistan.

## Activités scientifiques
Ses principaux domaines de recherche scientifique étaient la sélection et la production de graines en coton. Il a révélé les modèles de changement héréditaire des plants en coton dans l'hybridation éloignées, et méthodes développé pour accélérer le processus de sélection. Pour la première fois en URSS, il a sélectionné des variétés en coton avec une fibre teinte naturellement, qui était une matière première stratégique pendant la guerre germano-soviétique (le camouflage en coton naturel marron et vert n'était pas reconnaissable à partir de l'air). Il a créé de précieuses variétés en coton à fibres fines.
- Travailleur scientifique honoré de la RSS turkmène
- Agronome honoré de la TSSR
- Héros du travail socialiste (1965 pour ses grandes réalisations dans la sélection de nouvelles variétés de coton)[5]
- Il a reçu trois orderes du drapeau rouge.

## Mémorial
Ces dernières années, il a vécu et est mort à Kiev[Quand ?]. Sa tombe se trouve au cimetière Baïkov (parcelle n° 33).